# Кручина, Виктор Павлович
Виктор Павлович Кручина (укр. Віктор Павлович Кручина; 17 октября 1971, Херсон — 16 октября 2015, Киев) — украинский театральный режиссёр, актёр театра и кино. Тренер и театральный педагог по основам театральных дисциплин. Актёр киевских театров «Визави» и «Золотые ворота». Обладатель премии за лучшую режиссуру «Тернопольские театральные вечера» (2006).

## Биография
Родился Виктор Кручина 17 октября 1971 года в Херсоне.
Херсонское училище культуры окончил в 1994 году по специальности «режиссёр театрального коллектива» (мастерская заслуженного деятеля искусств Украины Ольги Кагановой).
В 1998 году закончил КГИТИ им. Карпенко-Карого по специальности «актёр драматического театра и кино» (мастерская Юрия Мажуги), далее, в 2003 году — этот же вуз по специальности «режиссёр драматического театра» (мастерская Эдуарда Митницкого).
Актёр киевских театров «Визави» и «Золотые ворота», кинематографа. Театральный педагог по основам театральных дисциплин (актёрское мастерство, сценическая речь, сценическое движение, пластика). Среди воспитанников — актёры столичных и региональных театров
Работал на региональных и киевских радиостанциях: ОДТРК «Скифия» (Херсон, 1993—1994), НРКУ ТВО ВСРУ (Киев, 2006—2013).
Скончался 16 октября 2015 года в Киеве за день до своего 44-го дня рождения.

### Семья
- Дочь — Ирэн Кручина, актриса[5][6]

## Театральные работы

### Актёрские работы в театре

#### Херсонский ТЮЗ
1. «Ловушка для одиноких мужчин»[фр.] Р. Тома — Даниель
2. «Между небом и землёй…» Ю. Щекочихина — Димка
3. «Дорогая Елена Сергеевна» Л. Разумовской — Володя
4. «Власть тьмы» Л. Толстого — Никита
5. «Чайка» А. Чехова — Константин Гаврилович Треплев
6. «Лесная песня» Л. Украинки — Лукаш

#### Киевский театр «Визави»
1. «Леди Макбет Мценского уезда» Н. Лескова — Сергей
2. «Ангел-хранитель»[фр.] Ф. Саган — Льюис
3. «Мастер и Маргарита» М. Булгакова — Иешуа / Мастер
4. «Поцелуй императрицы» Т. Морозова; режиссёр Евгения Морозова — Алексей Орлов[7]
5. «Семейная пара желает познакомиться» Т. Морозова — Вадик

#### Киевский театр «Бенефис»
1. «Лесная песня» Л. Украинки — Лукаш
2. «Азалия» И. Жамиак — Давид

#### Другие театры
1. «Рогатка» Н. Коляды — Антон (Киевская экспериментальная театральная лаборатория В. Фёдорова)
2. «Ясновидящая» Г. Квитка-Основьяненко — Федул Петрович (Учебный театр КГИТИ им. Карпенко-Карого)
3. «Эвридика»[англ.] Ж. Ануй — Матиас (Киевский театр «Золотые ворота»)

### Режиссёрские работы в театре
1. 2006 — «Власть тьмы» Л. Толстого[8]
2. 2006 — «100 иен за услугу» Б. Минору (спектакль-участник театральных «Украинских дней в Японии» (ноябрь 2006, Токио))[9]
3. 2007 — «А зори здесь тихие» Б. Васильева (Театр на Большой Морской, Севастополь)[10]
4. «Азалия» Ива Жамиака
5. «Алексеев и тени» М. Арбатовой
6. «Валентин и Валентина» М. Рощина
7. «Где твои 17 лет» В. Петранюка
8. «Дорогая Елена Сергеевна» Л. Разумовской
9. «Дурисвитка» М. Кропивницького
10. «Маленький принц» А. Сент-Экзюпери
11. «Месяц в деревне» И. Тургенева
12. «Рыжая пьеса» К. Драгунской
13. «Скрипка» Ю. Покальчука
14. «Треугольные уши» М. Красногорова

## Фильмография
1. 2001 — Молитва о гетмане Мазепе — Левенгаупт, генерал (в титрах не указан)
2. 2001 — Тайны Киево-Печерской Лавры (документальный) — ведущий
3. 2004 — Легенда о Кащее, или В поисках тридесятого царства — Симаргл
4. 2006 — Богдан-Зиновий Хмельницкий — Иеремия Вишневецкий, князь[11]
5. 2006 — Золотые парни-2 — эпизод
6. 2006 — Утёсов. Песня длиною в жизнь (1-я серия) — скрипач, пострадавший от погрома
7. 2007 — Убить змея — Павел Манько
8. 2011 — Возвращение Мухтара—7 — актёр кукольного театра
  1. 5-я серия «Как написать бестселлер» — Шпилькин
  2. 35-я серия «Берегись Бармалея» — Анатолий Ларионов
9. 2011 — Доярка из Хацапетовки—3 — эпизод
10. 2011 — Экстрасенсы-детективы (11-я серия) — Грабарь
11. 2011 — Звездная стража — киборг
12. 2012 — Возвращение Мухтара—8 (10-я серия «Таинственный незнакомец») — Виктор Хохлов
13. 2012 — Женский доктор (25-я серия «Ближе к природе»)
14. 2014 — Только не отпускай меня — Николай Александрович, палатный врач
15. 2015 — Приговор идеальной пары — Костя

### Телевидение, реклама, аудиозаписи
1. Рекламный ролик Nestle Gold Chocolate — Художник
2. Литературные чтения в рубрике «Книжный шкаф». Александр Довженко Дневники: отрывки[укр.][12]

## Признание и награды
- 2006 — Премия за лучшую режиссуру на фестивале «Тернопольские театральные вечера. Дебют»[укр.] (спектакль «Власть тьмы»)
- 2008 — Приз за лучшую мужскую роль второго плана на Международном кинофестивале «Бригантина» (Бердянск) за роль князя Вишневецкого в фильме режиссёра Николая Мащенко «Богдан-Зиновий Хмельницкий»[13]